# Círculo de pintores de Nicóstenes

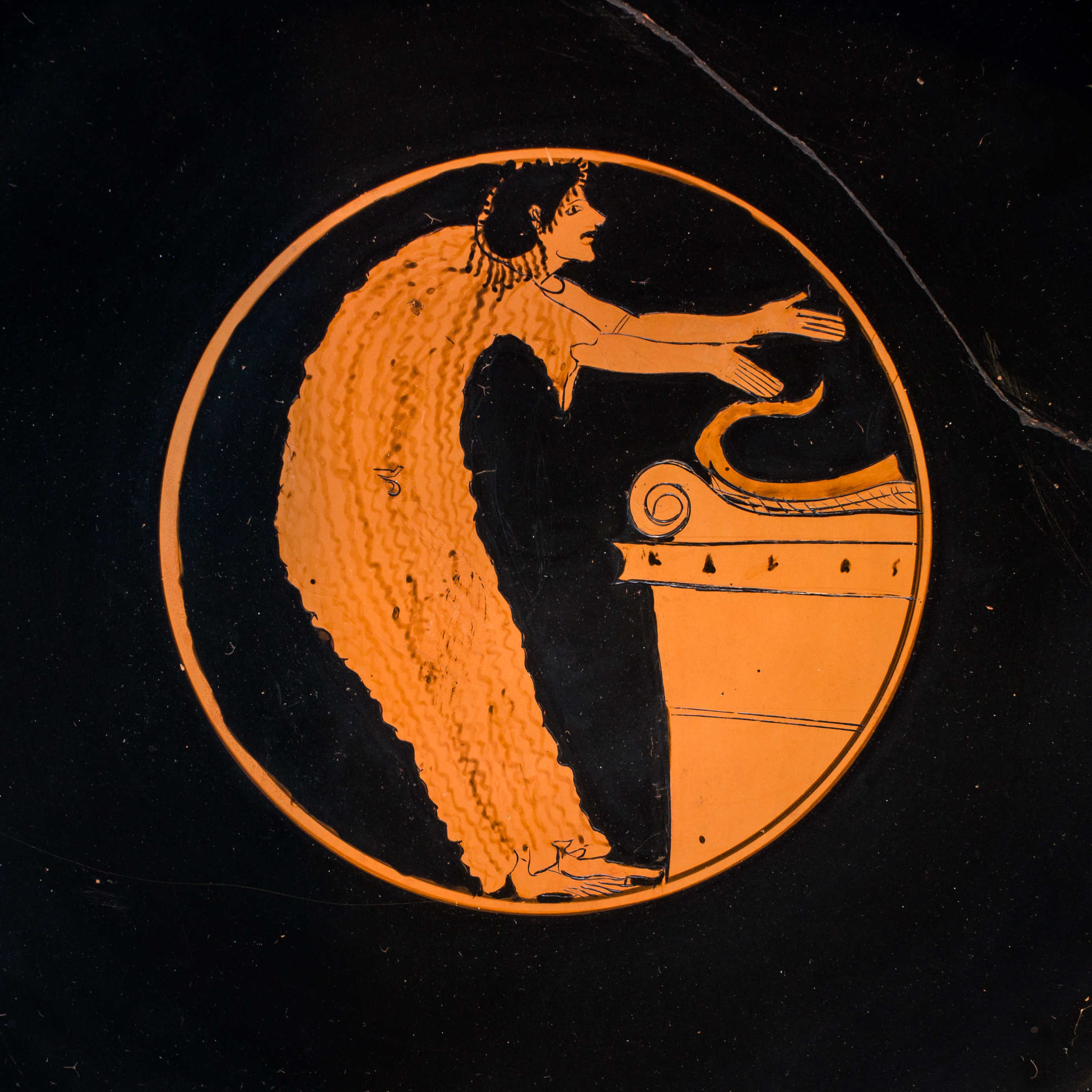
Mujer haciendo un sacrificio; kílix tipo B del círculo de pintores de Nicóstenes, c. 510 a. C.; Staatliche Antikensammlungen de Múnich, número de inventario 2610.

Se denomina Círculo de pintores de Nicóstenes a una recopilación de vasos áticos de figuras rojas del círculo del Pintor de Nicóstenes.

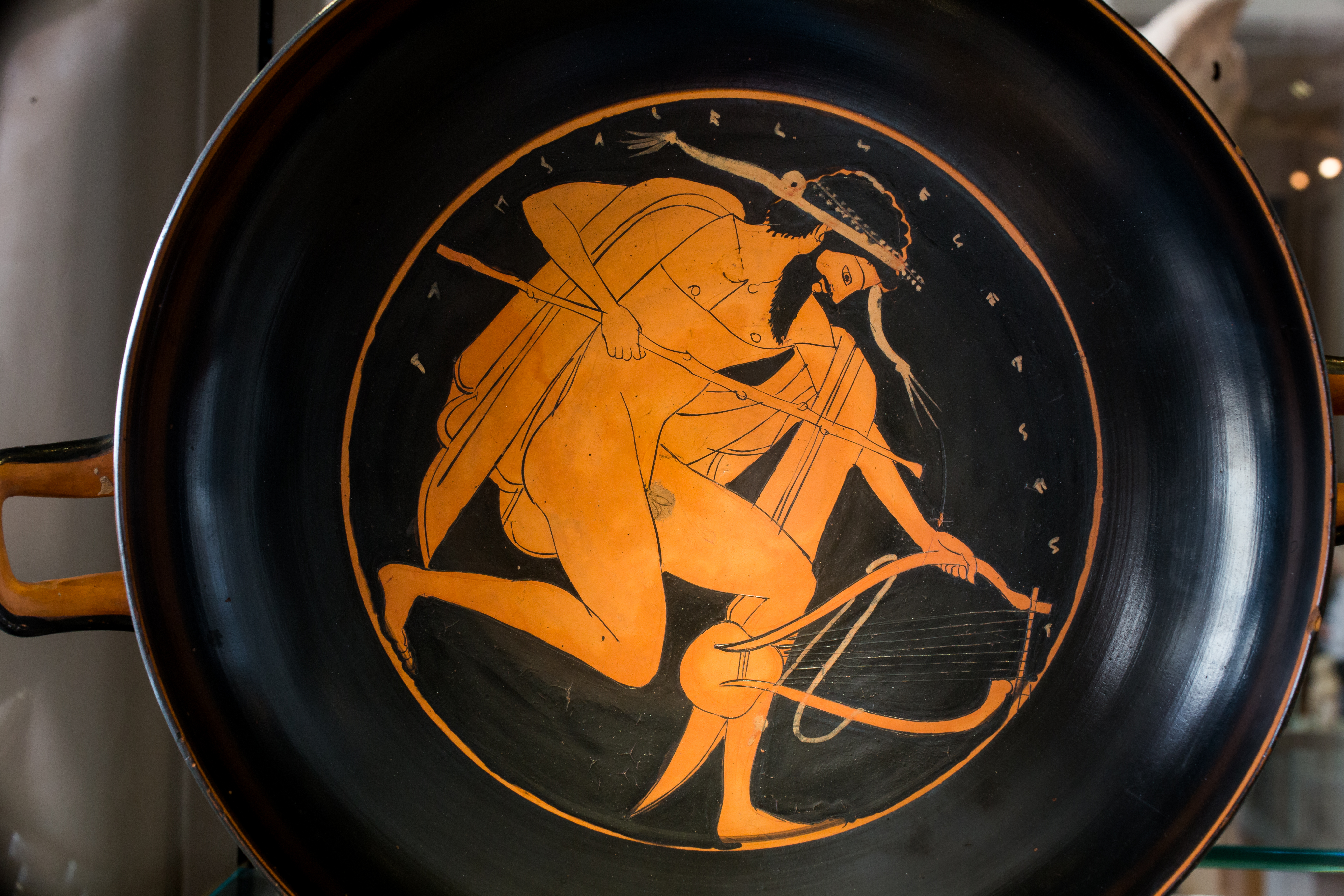
Comasta con lira y bastón; c. 500-490 a. C.; Museo Fitzwilliam (GR.19.1937).

El Círculo de pintores de Nicóstenes fue definido por John Beazley al ordenar la cerámica ática de figuras rojas. El estilo de los vasos recuerda mucho al Pintor de Nicóstenes, pero no están hechos por su mano. Es muy probable que sean obras del taller de Nicóstenes-Panfeo, realizadas por varios colegas del Pintor de Nicóstenes, pero desafían una atribución más precisa. En la segunda edición de su obra Attic Red-Figure Vase-Painters (Pintores áticos de vasos de figuras rojas), agrupó 22 vasos más dos relacionados; en el volumen complementario Paralipomena, añadió un vaso más. A pesar de su proximidad, Beazley no los agrupó tan estrechamente como a los grupos. Los vasos son todos kílices, que él asignó al Coarser Wing  I, una agrupación de obras de bastante baja calidad de los pintores de kílices, activos al mismo tiempo que el grupo pionero del estilo de figuras rojas. Beazley describe los dibujos como ásperos y descuidados, pero a veces también como poderosos.